# Быстров, Валентин Александрович
Валентин Александрович Быстров (6 апреля 1929, Ленинград, РСФСР — 15 января 2017, Санкт-Петербург, Российская Федерация) — советский хоккеист, тренер, спортивный арбитр и преподаватель. Чемпион Европы. Заслуженный мастер спорта России, заслуженный тренер РСФСР, судья всесоюзной категории.

## Биография
В детстве пропадал на стадионе института имени Лесгафта, где играл летом в футбол, а зимой — в хоккей с мячом. Когда Ленинград оказался в блокаде, пошёл работать электриком. Принимал активное участие в обороне родного города: участвовал в ночных дежурствах, разбирал наравне со взрослыми уличные завалы. Награждён медалями «За оборону Ленинграда», «За доблестный труд в Великой Отечественной войне». После войны поступил в институт физкультуры.
На базе вуза была создана хоккейная команда СКИФ (спортивный клуб института физкультуры). В команду его пригласил играющий тренер Владимир Лапин. Валентин Быстров выделялся скоростью, хорошо владел шайбой, обладал сильным броском. В сезоне 1949/50 команда дебютировала в элите советского хоккея и в конце года сменила название на «Большевик». В следующих четырёх чемпионатах играл за «Динамо» и сезон — за ОДО. В 1955 году перешёл в «Авангард», который через три года сменил название на «Кировец». В чемпионате 1955/56 установил личный рекорд результативности — 20 заброшенных шайб. Закончил выступления на хоккейных площадках в 1961 году. Всего в чемпионатах СССР провёл 240 матчей и забил 104 гола (73 — в «Кировце», 29 — в «Динамо», по одному — в «Большевике» и ОДО).
Из-за нежелания переходить в столичные клубы провёл в сборной лишь один сезон. В его активе шесть официальных матчей и одна заброшенная шайба в ворота команды Швеции. Участник первого турне сборной СССР по Канаде. Во втором матче чемпионата мира 1958 заменил Алексея Гурышева. Против сборной Польши играл в одном звене с Юрием Пантюховым и Николаем Хлыстовым.
В чемпионате 1961/62 был главным тренером «Кировца». Затем перешёл на преподавательскую работу в родном вузе, но с хоккеем не расставался, тренируя различные ленинградские команды. С 1968 по 1971 год возглавлял польский ГКС. Под его началом клуб из Катовице выигрывал национальный кубок и дважды — чемпионат Польши.
После возвращения на родину, параллельно с преподаванием, возглавлял команду мастеров «Шторм». Затем был ассистентом у Игоря Ромишевского и Бориса Михайлова в СКА. Воспитал нескольких хоккеистов, которые стали чемпионами мира по хоккею среди молодёжных команд, десятки мастеров спорта. Наиболее известные ученики — Алексей Гусаров и Евгений Белошейкин. Валентин Быстров — судья всесоюзной категории, был членом президиума федерации хоккея Петербурга, автор ряда методических пособий.
Его дочь, Инна Валентиновна Быстрова, — заслуженный тренер России, доцент кафедры гимнастики.
Похоронен на Серафимовском кладбище.

Могила Быстрова на Серафимовском кладбище Санкт-Петербурга.

## Награды и звания
В 1996 году награждён медалью ордена «За заслуги перед Отечеством» II степени.
В 2003 году ему было присвоено почётное звание «Заслуженный мастер спорта России».

## Достижения
- Серебряный призёр чемпионата мира — 1958
- Чемпион Европы — 1958.